# Simon Antal (gyógypedagógus)
Simon Antal (Ikrény 1772. szeptember 7. — Vác, 1808. augusztus 30.) piarista tanár, gyógypedagógus, a siketek első magyar intézetének (Vác, 1802) első igazgatója.

## Életútja
Győrben érettségizett, 1790-ben Trencsénben belépett a piarista rendbe, 1792 körül ünnepélyes fogadalmat tett. 1796-ban elhagyta a rendet. Tanított Nyitrán (1792), Kecskeméten (1793), majd Nagykárolyban bölcsészeti, Győrött teológiai tanulmányokat folytatott. Pappá szentelése után (1798) Fertőszéplakon káplán (1799-1801). Egy évig pályázattal Bécsben tanult a siketek intézetében, utána nyerte el a váci igazgatói széket, egyben tanár és hitoktató is.
Munkássága egyetemes neveléstörténeti jelentőségű: kidolgozta az elemi iskolák számára az olvasást és írást együttesen tanító eljárást. Előtte az olvasást tanították meg először, s majd csak azt követte az írás tanítása, sokkal hosszadalmasabb volt.
Egyike a váci múmiáknak (a váci Fehérek templomában természetes úton mumifikálódott holttesteknek).

## Főbb munkája
- Igaz mester a'ki tanítván'ait igen rövid idő alatt, minden unalom nélkül eg's'erre írni és olvasni is megtanítja. Budán, 1808 (hasonmásban: 1971)